# Championnats d'Europe de char à voile 1968
Navigation
1967 1969
Les 6e championnats d'Europe de char à voile 1968, organisés par le pays hôte sous l'égide de la fédération internationale du char à voile, se sont déroulés à La Panne dans la province de Flandre-Occidentale en Belgique,.

## Podiums
| Épreuve  | Or               | Argent            | Bronze            |
| Classe 1 | Uwe Schröder     | M. de Terschueren | Rüdiger Grassy    |
| Classe 2 | Johannes Dekkers | Karl Hughes       | Alain Houtsaegher |
| Classe 3 | Robert Demuysere | Karl Hughes       | Alain Houtsaegher |

| Épreuve | Or          | Argent        | Bronze             |
| Femmes  | Helga Junge | A.M. Collaert | Carole Houtsaegher |

## Tableau des médailles par nation
| Rang | Nation      | Or | Argent | Bronze | Total |
| ---- | ----------- | -- | ------ | ------ | ----- |
| 1    | Belgique    | 1  | 1      | 2      | 4     |
| 1    | Allemagne   | 1  | -      | 1      | 2     |
| 1    | Pays-Bas    | 1  | -      | -      | 1     |
| 4    | Royaume-Uni | -  | 2      | -      | 2     |

| Rang | Nation    | Or | Argent | Bronze | Total |
| ---- | --------- | -- | ------ | ------ | ----- |
| 1    | Pays-Bas  | 1  | -      | -      | 1     |
| 2    | France    | -  | 1      | -      | 1     |
| 3    | Allemagne | -  | -      | 1      | 1     |